# State Trooper (serie televisiva)
State Trooper è una serie televisiva western statunitense in 106 episodi trasmessi per la prima volta nel corso di 3 stagioni dal 1956 al 1959.
La serie fu generata da un episodio della serie antologica Star Stage intitolato Killer on Horseback e trasmesso il 3 febbraio 1956. L'episodio vede sempre Rod Cameron nel ruolo di Rod Blake e può essere considerato un episodio pilota.

## Trama
Gli episodi si basano su storie di minatori, allevatori, rancher, detenuti rilasciati, omicidi e misteri che lo sceriffo dello stato del Nevada Rod Blake deve risolvere.

## Personaggi e interpreti
- tenente Rod Blake (104 episodi, 1956-1959), interpretato da Rod Cameron.
- sceriffo Andy Anderson (28 episodi, 1956-1959), interpretato da Robert Armstrong.
- sceriffo Elder (9 episodi, 1956-1957), interpretato da Don Haggerty.
- sceriffo Logan (6 episodi, 1956-1958), interpretato da Alexander Campbell.

### Altri interpreti e guest star
Bart Burns (5), Jean Byron (5), Tom Greenway (5), Harry Lauter (5), Robert Anderson (4), Harry Hickox (4), Jeanne Cooper (3), Andrea King (3), Richard H. Cutting (3), Craig Stevens (3), Jean Willes (3), Virginia Gregg (3), Virginia Christine (3), Douglas Fowley (3), Rachel Ames (3), Ross Elliott (3), Jean Howell (3), Tol Avery (3), William Phipps (3), Myron Healey (3), Don Kohler (3), Tim Graham (3), Jeanne Bates (3), Dale Van Sickel (3), Dick Crockett (3), Chuck Couch (3), Leo Gordon (2), Dick Foran (2), Faith Domergue (2), Claude Akins (2), Frank Ferguson (2), Michael Landon (2), Edward Binns (2), Robert H. Harris (2), Paul Langton (2), Whitney Blake (2), Fay Baker (2), Walter Coy (2), Cliff Ferre (2), Vivi Janiss (2), Ann McCrea (2), Robert Stevenson (2), Russ Conway (2), Gail Kobe (2), Penny Edwards (2), Doris Singleton (2), Penny Santon (2), Suzanne Lloyd (2), Edward Platt (2), Robert Burton (2), Mike Connors (2), Will J. White (2), Jan Chaney (2), Ralph Clanton (2), Read Morgan (2), Malcolm Atterbury (2), John Mitchum (2), Lewis Martin (2), Stafford Repp (2), Richard Crane (2), Chris Alcaide (2), Jack Daly (2), Tod Griffin (2), John Stephenson (2), James Nolan (2), William Challee (2), Jonathan Hole (2), Ric Roman (2), Bob Tetrick (2), Fred Krone (2), George N. Neise (2), James Flavin (2), Tom Gleason (2), Norman Leavitt (2), Nora Marlowe (2), Francis De Sales (2), Henry Hunter (2), Robert Williams (2), Bud Osborne (2), Paul Power (2), Allen Pinson (2), Charles Horvath (2), Carl Saxe (2), Bob Morgan (2), Jorja Curtright (1), Beverly Garland (1), Carolyn Jones (1), Jack Kelly (1), Amanda Blake (1), Christopher Dark (1), Roy Engel (1), Kathryn Givney (1), Noreen Nash (1), Denver Pyle (1), Carl Benton Reid (1), Robert Rockwell (1), Constance Towers (1), Joan Vohs (1), Corey Allen (1), Barbara Baxley (1), Veda Ann Borg (1), Brian G. Hutton (1), Douglas Kennedy (1), Jack Kirkwood (1), Harry Landers (1), Marvin Miller (1), Paula Raymond (1), Jacqueline Scott (1), Rebecca Welles (1), Christine White (1), Jean Allison (1), Merry Anders (1), Roscoe Ates (1), Jocelyn Brando (1), Frank De Vol (1), Mason Alan Dinehart (1), DeForest Kelley (1), Jody Lawrance (1), Dayton Lummis (1), Bek Nelson (1), Mark Roberts (1), Nita Talbot (1), Les Tremayne (1), Constance Ford (1), Sara Haden (1), Robert Strauss (1), Ted de Corsia (1), Evelyn Eaton (1), Tom Fadden (1), Dorothy Green (1), Patrick O'Neal (1), Gloria Saunders (1), K.T. Stevens (1), Sara Anderson (1), Laurie Carroll (1), Robert Cornthwaite (1), Don Durant (1), Peg Hillias (1), Jack Lambert (1), Rusty Lane (1), Harry Lewis (1), Jackie Loughery (1), Fintan Meyler (1), Joe Miksak (1), John Reach (1), Joseph Sargent (1), Arthur Space (1), Kim Spalding (1), John Vivyan (1), Katherine Warren (1), Joan Banks (1), Whit Bissell (1), Sally Brophy (1), King Calder (1), Angie Dickinson (1), Tom Dillon (1), Norma Eberhardt (1), Pat Hogan (1), S. John Launer (1), Ann Morrison (1), Susan Morrow (1), Don Oreck (1), Walter Reed (1), Addison Richards (1), Bartlett Robinson (1), Sara Shane (1), William Swan (1), Lee Van Cleef (1), Jeanne Vaughn (1), Martha Vickers (1), James Westerfield (1), Charles Aidman (1), John Archer (1), Charles Bateman (1), James Coburn (1), John Dierkes (1), Stephen Douglass (1), Jan Harrison (1), Nancy Kilgas (1), Buddy Lester (1), Catherine McLeod (1), Joyce Meadows (1), Joe Patridge (1), Gale Robbins (1), Abigail Shelton (1), Ray Stricklyn (1), Carolyn Craig (1), William Meigs (1), Jeanette Nolan (1), Doris Packer (1), Dennis Patrick (1), Donald Randolph (1), Anne Sargent (1), Joan Taylor (1), Robert Vaughn (1), Herbert Ellis (1).

## Produzione
La serie fu prodotta da Revue Studios e girata nell'Iverson Ranch, a Los Angeles in California.
Tra i registi della serie sono accreditati Richard Irving (32 episodi, 1956-1959), John English (18 episodi, 1956-1958) e Don McDougall (8 episodi, 1956-1957). L'episodio pilota, Killer on Horseback, fu trasmesso a febbraio del 1956 sulla NBC.

### Registi
- Richard Irving in 35 episodi (1956-1959)
- John English in 20 episodi (1956-1958)
- Don McDougall in 8 episodi (1956-1957)
- William Witney in 8 episodi (1959)
- Boris Sagal in 5 episodi (1957-1958)
- D. Ross Lederman in 5 episodi (1957)
- Sidney Salkow in 4 episodi (1957-1959)
- Stanley Shpetner in 4 episodi (1957-1958)
- Lawrence Dobkin in 4 episodi (1958)
- Earl Bellamy in 3 episodi (1956-1959)
- Tom Gries in 3 episodi (1958)
- Ray Nazarro in 3 episodi (1959)
- Herschel Daugherty in un episodio (1957)
- Harve Foster in un episodio (1959)
- Virgil W. Vogel in un episodio (1959)

### Sceneggiatori
- Curtis Cluff in un episodio (1959)
- Jonathan Craig in un episodio (1958)
- John Draft in un episodio (1958)
- Fenton Earnshaw in 19 episodi (1957-1958)
- Leo Gordon in un episodio (1957)
- James Gunn in un episodio (1957)
- Stephen Kandel in un episodio (1959)
- Lawrence Kimble in 57 episodi (1956-1959)
- Scott Littleton in 1 episodi
- Leslie McFarlane in 2 episodi (1957)
- Ken Pettus in 5 episodi (1959)
- Barry Shipman in 22 episodi (1957-1959)
- Thomas Walsh in un episodio (1957)

## Distribuzione
La serie fu trasmessa negli Stati Uniti dal 1956 al 1959 sulla rete televisiva NBC e in syndication.

## Episodi
| Stagione         | Episodi | Prima TV originale |
| ---------------- | ------- | ------------------ |
| Prima stagione   | 39      | 1956-1957          |
| Seconda stagione | 39      | 1957-1958          |
| Terza stagione   | 26      | 1958-1959          |